# Симпсон, Уоллис
Бесси Уоллис Симпсон, герцогиня Виндзорская (англ. Bessie Wallis Simpson, Duchess of Windsor, урожд. Уорфильд, Warfield; 19 июня 1896[…], Блу-Ридж-Саммит, Франклин — 24 апреля 1986[…], вилла Виндзор, Париж) — с 1937 года супруга герцога Виндзорского, бывшего короля Великобритании Эдуарда VIII.
Именно желание короля жениться на дважды разведённой Уоллис Симпсон стало причиной его отречения от престола в декабре 1936 года.

## Биография
Отец Уоллис, Текл Уоллис Уорфильд, был сыном успешного американского бизнесмена и собственника почти всей банковской системы Балтимора, Генри Мактира Уорфильда (Henry Mactier Warfield). Умер от туберкулёза, когда Уоллис было всего 5 месяцев.
В 1916 году Уоллис вышла замуж за морского лётчика Уинфильда Спенсера (англ.), который оказался алкоголиком. В 1927 году она развелась с ним.
Затем Уоллис познакомилась с разведённым бизнесменом Эрнестом Симпсоном. Они поженились в 1928 году и перебрались в Лондон, где подружились с Тельмой Фёрнис, любовницей принца Уэльского Эдуарда. 10 января 1931 года Тельма Фёрнис пригласила чету Симпсонов в свой загородный дом Берроу Корт (англ.), недалеко от города Мелтон-Моубрей, где они познакомились с престолонаследником. В 1934 году между Уоллис Симпсон и принцем Уэльским начался роман.
20 января 1936 года умер король Георг V. Принц Уэльский стал королём Эдуардом VIII. Незадолго до этого в зарубежной прессе появилась информация о связи принца Уэльского и Уоллис Симпсон. Правительство инструктировало британскую прессу не освещать их связь. Премьер-министр Стэнли Болдуин рекомендовал Эдуарду VIII рассмотреть конституционные проблемы, которые могут возникнуть в случае его женитьбы на разведённой женщине.

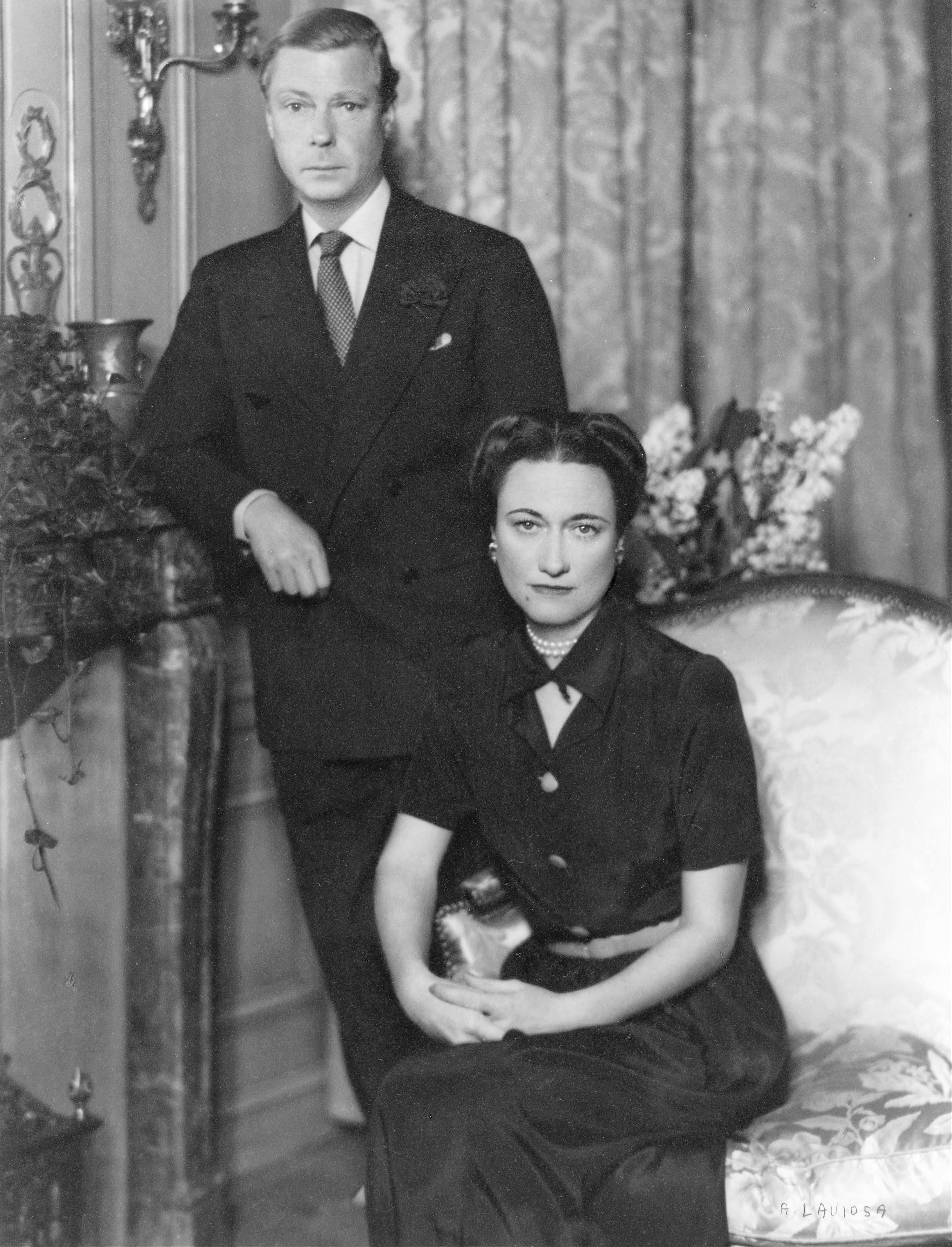
Принц Уэльский и Уоллис Симпсон, 1934

Несмотря на то, что Эдуард VIII получил политическую поддержку от Уинстона Черчилля и лорда Бивербрука, он осознавал, что его решение жениться на Уоллис Симпсон было бы непопулярным в британском обществе. Архиепископ Кентерберийский Космо Лэнг также был решительно против этой связи короля Эдуарда VIII.
Правительство также учитывало, что Уоллис Симпсон состояла в связи и с другими мужчинами, в том числе женатым автодилером Гаем Трандлом и Эдвардом Фитцжеральдом, герцогом Ленстерским. Более того, ФБР считало, что Уоллис Симпсон имела связь с Иоахимом фон Риббентропом, германским послом в Британии и что она передавала нацистской Германии секретную информацию, добытую у короля Эдуарда VIII.
10 декабря 1936 года король Эдуард VIII подписал отречение от престола за себя и своих потомков. На следующий день он сделал радиообращение к нации, где сказал, что он отрёкся от престола потому, что находит невозможным исполнять обязанности короля без помощи и поддержки женщины, которую он любит. Известие об отречении стало мировой сенсацией, Уоллис Симпсон стала «Человеком года» по версии журнала «Тайм».
Эдуард VIII уехал в Австрию и остановился там у друзей до тех пор, пока Уоллис Симпсон не получила развод с бывшим мужем. 3 июня 1937 года пара поженилась в замке Канде во Франции. Новый король, младший брат Эдуарда Георг VI, дал ему титул герцога Виндзорского, но под давлением британского правительства отказал в добавлении приставки «ваше/её королевское высочество» к титулу новоиспечённой герцогини.
В течение следующих двух лет пара часто путешествовала по Европе, посетив в том числе и нацистскую Германию, где они познакомились с Адольфом Гитлером. Когда Франция была оккупирована германскими войсками в 1940 году, Эдуард VIII и его жена перебрались в Испанию. В июле 1940 года они переехали в Португалию. Позже ФБР получило сведения о том, что нацисты использовали герцога и герцогиню Виндзорских для того, чтобы получить секретную информацию о союзниках. 13 сентября 1940 года сотрудник ФБР послал Эдгару Гуверу донесение, в котором говорилось, что «агент точно установил, что герцогиня Виндзорская недавно связалась с Иоахимом фон Риббентропом и поддерживает постоянный контакт и связь с ним. Из-за своего высокого официального положения герцогиня получает различную информацию, которую передаёт Германии, касательно действий британских и французских официальных лиц».
Британское правительство также узнало, что Адольф Гитлер планирует сделать Эдуарда VIII марионеточным королём Соединённого Королевства в случае, если Германия выиграет Вторую мировую войну. Когда эти сведения дошли до премьер-министра Великобритании Уинстона Черчилля, он вынудил герцога Виндзорского покинуть Европу и стать губернатором Багамских островов.
После войны герцог и герцогиня Виндзор проживали во Франции.
Американский плейбой Джимми Донахью (англ.), внук мультимиллионера, унаследовавший компанию F. W. Woolworth Company, известный своими изобретательными шутками и распространением слухов, утверждал что в 1950-х у него был роман с герцогиней.
В 1956 году Уоллис Симпсон опубликовала автобиографию под названием «Сердцу не прикажешь».
После смерти герцога Виндзорского, скончавшегося 28 мая 1972 года в Париже, Уоллис осталась во Франции. Герцогиня Виндзорская умерла 24 апреля 1986 года и была похоронена рядом с Эдуардом VIII в Королевской усыпальнице во Фрогморе на территории Виндзорского замка.

## В культуре
- Актриса Барбара Паркинс сыграла роль Симпсон в телефильме 1984 года «Поймать короля[англ.]»[5].
- Актриса Джейн Сеймур сыграла роль Симпсон в фильме 1988 года «Женщина, которую он любил».
- Актриса Джоэли Ричардсон сыграла роль Симпсон в фильме 2005 года «Уоллис и Эдуард[англ.]».
- Актриса Ив Бест сыграла роль Симпсон в фильме 2010 года «Король говорит!».
- В 2011 году вышел фильм Мадонны «МЫ. Верим в любовь», в котором Уоллис сыграла актриса Андреа Райзборо.
- Уоллис Симпсон является и второплановым персонажем телесериала Netflix «Корона» (2016 — н. в.) Её роль исполнили Лия Уильямс (1 и 2 сезоны) и Джеральдина Чаплин (3 сезон).
- Уоллис Симпсон может стать королевой США в компьютерной игре Hearts of Iron IV.
- На данное время режиссёр Майк Ньюэлл работает над созданием биографического фильма об Уоллис Симпсон под названием «Печальный конец»[англ.].